# Nachtblut
Nachtblut ist eine deutsche Dark-Metal-Band aus Osnabrück, die 2005 gegründet wurde.

## Geschichte

### 2005–2009: Die Anfänge
Nachtblut wurde am 13. November 2005 von Askeroth ins Leben gerufen, um auf soziale Missstände in der Gesellschaft hinzuweisen. Nachdem er eine Reihe Texte konzipiert hatte, machte er sich auf die Suche nach gleichgesinnten Mitgliedern, die er im Laufe eines Jahres fand. Die ersten Konzerte spielte Nachtblut in Norddeutschland.
Am 23. Juni 2007 veröffentlichte sie ihr erstes, in Eigenregie produziertes Studioalbum Das Erste Abendmahl und eroberte sich unmittelbar danach durch Gewinnen eines Wettbewerbs auf Rockhard.de einen Platz als Vorband der Dark-Metal-Band Eisregen. Es folgten die ersten internationalen Konzerte in Wien sowie einige Auftritte als Vorband von Szenegrößen wie Immortal, Sodom und Watain. Die Band nahm an den Hellflame Festivals in Osnabrück und in Lichtenfels teil, sowie beim Devils Revenge Festival in Schwerte. Am 30. Januar 2009 veröffentlichte die Band das zweite, ebenfalls in Eigenregie produzierte Studioalbum Antik, welches von Ingo Hampf, dem Gitarristen der Folk-Metal-Band Subway to Sally, mitproduziert wurde. Am 17. Januar 2009 startete die Band ihre Antik-Tour, von der zwei Auftritte in Österreich und einer in der Schweiz stattfanden. Sie endete am 6. September 2009.

### Seit 2011: Vertrag mit Napalm Records undDogma
Im Februar 2011 unterzeichnete die Band einen Plattenvertrag beim österreichischen Label Napalm Records und veröffentlichte am 30. September 2011 das Album Antik neu. Bei der Neuveröffentlichung handelte es sich um eine Limited Edition. Unter anderem vertreiben EMP und Amazon das Album in Deutschland. Auf dieser Limited Edition befinden sich die 10 Tracks des Albums, sowie eine griechische Version des Titels Gedenket der Toten, sowie die Lieder Alles nur geklaut, Ketzer und Nie gefragt, die bereits teilweise auf dem Debütalbum vertreten sind.
Während der Dogma-Tour 2012 verließ Bassist Sacerdos aus beruflichen Gründen die Band, und Trym trat in die Band ein.
Am 1. Oktober 2011 spielte Nachtblut auf dem Night Warriors Festival im österreichischen Ried. Als Headliner wurden Heidevolk und Grailknights bestätigt. Auch Vroudenspil und Mambo Kurt traten dort auf.
Mit dem Lied Antik ist Nachtblut auf dem Sampler Maximum Metal Vol. 176 des Metal-Hammer-Magazins vertreten. Die Band wurde auch bereits im Zillo, Sonic Seducer und Orkus interviewt.

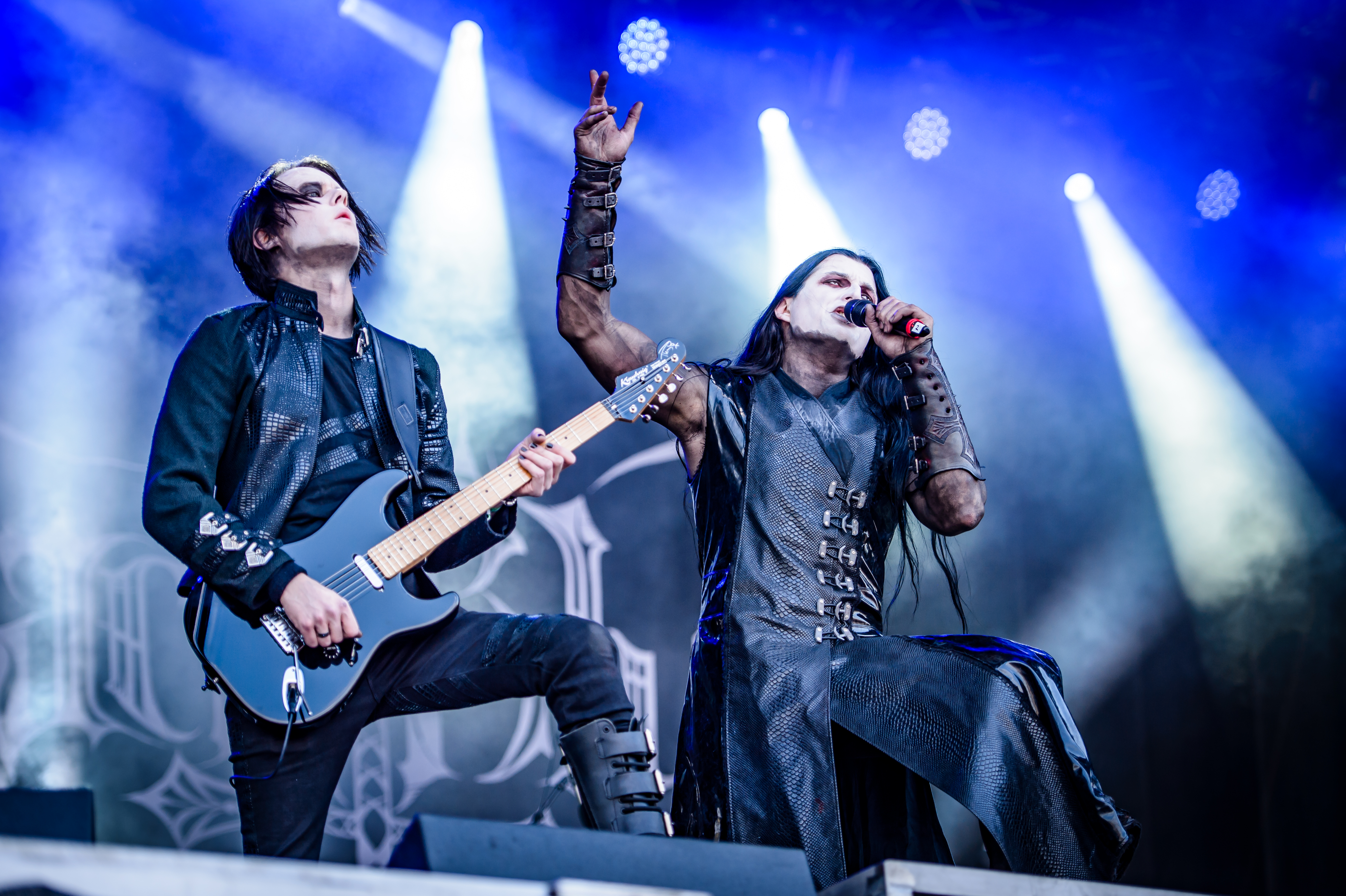
Nachtblut auf dem Rockharz Open Air in Ballenstedt, 2017.

2012 soll Nachtblut auf dem Metalfest in Deutschland und Österreich zu sehen sein und eine Headliner-Tournee durch Deutschland antreten. Der Veröffentlichungstermin des dritten Studioalbums Dogma war in Deutschland auf den 25. Mai 2012 datiert, es wurde unter anderem in ganz Europa, den Vereinigten Staaten und in Kanada vertrieben. Zudem erschien ein neues Musikvideo der Band zu dem Song „Ich trinke Blut“.
2013 spielte die Band auf dem Wacken Open Air. 2014 veröffentlichten sie ihr viertes Album Chimonas. 2015 wurde bekanntgegeben, dass Lymania die Band verlassen werde.
2016 verließ der Bassist Trym die Band und wurde durch AblaZ ersetzt, welcher als Bassist der Band Stahlmann bekannt ist.
Nach der Veröffentlichung ihres fünften Albums Apostasie, welches Platz 41 in den deutschen Album-Charts erreichte, spielten Nachtblut neben einer ausgiebigen Deutschlandtour auch die erste China Tour.
Am 21. Februar 2025 veröffentlichte Nachtblut ihr sechstes Album Todschick. Dieses Album schaffte es, auf den 11. Platz der Offiziellen Deutschen Albumcharts am 28. Februar zu steigen, und hielt eine Woche lang diese Position. Es erfolgte in dem darauffolgenden Monat eine Tour durch Deutschland, Österreich und der Schweiz mit der Pagan- und Folk-Metal-Band Sagenbringer.
Tim Karow vom Webzine Hellfire-Magazin bewertete das Album als sehr hochwertig produziert, es sei immer wieder beim Durchhören beeindruckend. Es wurde mit 10 von 10 Punkten ausgezeichnet. 7 von 10 Punkten wurden für Metal.de verliehen. Die Musiker „holen alte Fans mühelos ab und könnten manche Zweifler überzeugen“ schrieb Jannik Kleemann.

## Musikstil und Texte
Die oft blasphemisch oder menschenfeindlich wirkenden Texte der Band schildern bei genauem Hinhören oft gesellschaftliche Missstände (Augenschein, Des kleinen Herzens letzter Schlag, Schreckenschor) oder antichristliche (Kreuzritter, Ketzer) bzw. antiislamistische Themen (Heiliger Krieg, Des Menschen Kunst Blindheit zu säen). Der Text Die Blutgräfin handelt von der Legende um die ungarische Gräfin Erzsébet Báthory, die dem Mythos nach Anfang des 17. Jahrhunderts Mädchen in ihr Schloss bringen ließ und sie dort zu Tode folterte. Auch andere realgeschichtliche, aber auch mythologische Geschichten sind Themen der Texte (Gedenket der Toten, Hexe; Sturz des Ikarus und Ijobs Botschaft).
Dazu Askeroth:

„Nachtblut ist ein Mittelfinger-Projekt, in erster Linie verarbeite ich gesellschaftliche Probleme in meinen Texten. Und das machen wir auf eine Art und Weise, dass jeder, der sich nicht damit identifizieren kann, sich angegriffen fühlen soll. Ich will behaupten, dass jeder Mensch, der sich nicht mit der Kernaussage der Texte identifizieren kann, zu der Art Mensch gehört, die sich beim jeweiligen Songtext angesprochen fühlen darf. Aber die Wahrheit ist ja leider, dass nur wenige Menschen sich mit Songtexten auseinandersetzen, da wird heute eher auf das Image oder den Härtegrad der Musik geachtet.“

In Des kleinen Herzens letzter Schlag wird das Rechtssystem in Deutschland kritisiert:

„Als die Sonne unterging

Den Klang des Herzens sie verschlang

Sie hat geblutet ziemlich heftig

Ja, ich hab' sie vergewaltigt!

Nach neuen Herzen ich werd' trachten

Um jedes einzelne zu schlachten

Es wär' nicht schlimm, wenn sie mich fassen

Ich werd eh' frühzeitig entlassen“

In dem Lied Heiliger Krieg geht es um Nicholas Berg, der im Mai 2004 von islamistischen Extremisten hingerichtet wurde.

„Schließlich werden deine Augen bedeckt

dann weißt du, wie das Sterben schmeckt

Und friert dein Hals, dann bete

Aufgrund der eiskalten Machete

Kratzend, beißend dringt sie ein

in dein Fleisch in dein Gebein

Feig und grob, nicht sehr edel

Lockert sie dann auch den Schädel“

Die Band spielt melodischen Dark Metal, wobei manche Stücke in ihrer Spielweise an Rammstein erinnern lassen. Metalglory bezeichnet den Gesang als eine Mischung aus Michael Roth und Dani Filth. Bei ihren Auftritten und in ihrem Musikvideo zum Lied Antik verwenden die Musiker Corpsepaint, was hauptsächlich von Musikern in der Black-Metal-Szene verwendet wird.

## Diskografie

### Alben
- 2007: Das Erste Abendmahl (Eigenveröffentlichung)
- 2009: Antik (Eigenveröffentlichung, 2011 von Napalm Records mit Bonusmaterial wiederveröffentlicht)
- 2012: Dogma (Napalm Records)
- 2014: Chimonas (Napalm Records)
- 2017: Apostasie (Napalm Records)
- 2020: Vanitas (Napalm Records)
- 2025: Todschick (Napalm Records)

### Musikvideos
- 2011: Antik
- 2012: Ich trinke Blut
- 2014: Wie Gott sein
- 2014: Wien 1683 (Lyric-Video)
- 2016: Kalt wie ein Grab
- 2017: Amok (Lyric-Video)
- 2017: Lied Für die Götter
- 2017: Multikulturell
- 2020: Das Puppenhaus
- 2020: Leierkinder
- 2020: Meine Grausamkeit kennt keine Grenzen
- 2020: Die Toten vergessen nicht (Lyric-Video)
- 2025: Todschick
- 2025: Das Leben Der Anderen
- 2025: Stirb Langsam